# Torrijos (Filipinas)
Torrijos es un municipio filipino de tercera categoría perteneciente a la provincia isleña de Marinduque en Mimaropa, Región IV-B. Con una extensión superficial de 178,92 Has,  tiene una población de 29.366 personas que habitan en 6.500 hogares. Su alcalde es  Gil R. Briones.
Para las elecciones a la Cámara de Representantes está encuadrado en el único Distrito Electoral de esta provincia.

## Geografía
Situado en el extremo sureste de la isla de Marinduque, linda al norte con el municipio de Santa Cruz, al este con el paso de Mompog, al sur con el mar de Siburay y al oeste con Buenavista de Marinduque y Boac.
De este municipio forma parte la isla de Salomaque, también conocida como isla de Bongo (Salomagui Island), pertenece al barrio de  Suha.

## Barrios
El municipio de Torrijos se divide, a efectos administrativos, en 25 barangayes o barrios, conforme a la siguiente relación:
| - Bangwayin - Bayakbakin - Bolo - Bonliw - Buangán | - Cabuyo - Cagpo - Dampulán - Kay Duke - Mabuhay | - Makawayán - Malibago - Malinao - Maranlig - Marlangga | - Matuyatuya - Nangka - Pakaskasán - Payanas - Población | - Poctoy - Sibuyao - Suha - Talaguán - Tiggüi |

## Historia
El 13 de septiembre de 1900, durante la Guerra Filipino-Americana, las fuerzas del coronel Máximo Abad derrotarona a las fuerzas de ocupación  americanas al mando de  Devereux Shields. La conocida como Batalla de la Montaña Roja, que tuvo lugar en Torrijos, fue una de las peores derrotas sufridas por los americanos durante la guerra.
Un monumento se ubica actualmente en la montaña, donde tuvo lugar la batalla, conocida como Pulang Lupa debido a la tierra roja, que es un nombre también dice que representa la sangre perdida durante la batalla.